# دار الحيد (حبيل جبر)

تعديل مصدري - تعديل

دار الحيد هي إحدى قرى عزلة حبيل جبر بمديرية حبيل جبر التابعة لمحافظة لحج، بلغ تعداد سكانها 27 نسمة حسب تعداد اليمن لعام 2004.